# Cay Hartwig Beseler
Cay Hartwig Beseler (* 6. November 1765 in Rendsburg; † 1. Juli 1818 in Rödemis) war ein königlich dänischer Kammerrat und Deichinspektor.

## Leben und Wirken
Cay Hartwig Beseler war ein Sohn von Barthold Jonas Beseler dem Älteren und dessen Ehefrau Anna Elisabeth, geborene Wommelsdorf (1734–1786). Der Vater begründete die Glockengießerfamilie Beseler, in der auch Cay Hartwigs Bruder Barthold Jonas Beseler der Jüngere mitwirkte.
Cay Hartwig Beseler studierte Jura an der Universität Kiel und begleitend hierzu Mathematik. Außerdem lernte er Deichwissenschaften bei Johannes Nikolaus Tetens. Er reiste durch mehrere Herzogtümer, nach Ostfriesland und Holland und befuhr Elbe, Weser und Jade. Hierzu verfasste er Reiseberichte, in denen er die Zustände der Deiche von Nordstrand und Pellworm kritisierte.
1793 übernahm Beseler das Amt des Deichkommissars in Husum. 1794 erstellte er Pläne für den Neubau von Deichen für Pellworm, die bei Sturmfluten abgegangen waren. Außerdem kartierte er die Insel. Im Februar 1796 verfasste er ein Gutachten, in dem er den optimalen Verlauf und die Abmessungen des Deiches von Galmsbüll beurteilte.
Von März 1796 bis 1818 arbeitete Beseler als Deichrichter und Amtmann in der Vogtei Rüstringen. In seinen Zuständigkeitsbereich fielen auch die Gemeinden Heppens, Neuende, Schortens sowie Sande, wo er während dieser Zeit wohnte. 1807 übernahm er die Ämter des königlich dänischen Kammerrats und staatlichen Deichinspektors für das Herzogtum Schleswig. Als Wohnsitz wählte er Rödemis. Er starb hier 1818 aufgrund einer Krankheit, die er im Dienst erlitten hatte.
Cay Hartwig Beseler war verheiratet mit Sophie Magdalena Jahn (1768–1820), deren Bruder Jacob Jahn ein Syndikus der schleswig-holsteinischen Ritterschaft war. Das Ehepaar hatte vier Söhne und drei Töchter. Dazu gehörten die Juristen Wilhelm und Georg sowie die Tochter Katharina (* 1797), die den Pellwormer Landvogt Nicolaus Klinker heiratete.